# Váczi Zoltán (labdarúgó)
Váczi Zoltán (1966. február 15. –) magyar labdarúgó, aki igazán az 1990-es évek közepén volt meghatározó egyénisége az NB I-es pontvadászatnak. Ismert volt ragyogó technikai tudásáról, szabadrúgásgóljairól, valamint bohém életviteléről. Legnagyobb sikereit a Békéscsabai Előre FC-vel és a Vasassal érte el, jelenleg ifjúsági edzőként dolgozik.

## Pályafutása
Váczi először a második számú debreceni csapatban, a Debreceni MTE-ben játszott, innen került el Kabára. Hamarosan ismét Debrecenben játszott, immáron az első számú Debreceni Munkás Vasutas Sport Clubnál, amely a mostani DVSC elődje volt. Innen igazolt el Békéscsabára 1993-ban, majd először itt lett stabil NB I-es játékos, alapembere az 1993–1994-es szezonban bajnoki harmadik helyezést elért Békéscsabai Előrének. Ekkoriban a viharsarki városban szabályszerű futball-láz volt, és az egyik emblematikus figurája, megtestesítője maga Váczi volt. Ismert volt robbanékonyságáról, remek gólpasszairól és nem túl sportszerű életviteléről. 1996-ban a Vasasba igazolt, s itt bontakozott ki igazán, mint remek szabadrúgáslövő játékos. A Vasassal lemásolta a csabai csapat teljesítményét, itt is 3. helyen végeztek a pontvadászatban. Ekkoriban kétszer is meghívták a válogatottba, ahol Irán és Macedónia ellen pályára is lépett. Ezután még két NB I-es klub (Kispest, Fradi) következett, majd alacsonyabb osztályokban játszott a Kecskemét és Ózd színeiben. Ózd után tett egy rövid kitérőt az osztrák negyedosztályban, majd ismét visszatért Magyarországra. Játszott Dabason, Enyingen. 2007-ben a békés megyei másodosztályban szereplő Kaszaperhez igazolt, ahol rengeteg gólpasszal szolgálta ki társait és még 40 év fölött is csapata húzóembere volt.
A pályán a vereséget soha nem bírta elviselni, ha úgy érezte, hogy társai nem tesznek meg mindent a sikerért, mindig leszidta őket. Az edzéseket mindig megcsinálta és a pályán is mindent megtett a sikerért.

## Életvitele
Váczi Zoltán a pályán kívül soha sem tartozott az eminens focisták közé. Nem vetette meg az alkoholt, elmondása szerint már fiatalkorában rászokott. És bár mindig rosszul volt tőle, az italozást továbbra is folytatta, egészen addig, amíg Békéscsabáról a Vasasba nem került. Addig gyakran ment másnaposan, sőt, részegen meccset játszani, amit többször éreztek is rajta. Ez akkoriban nem okozott gondot, hiszen a lila-fehér csapatnál elmondása alapján remek volt a csapatszellem, és ehhez hozzátartozott az italozás is. Az akkori edzője, Pásztor József ezt nem is kérte számon rajta, hiszen teljesítménye mindvégig nagyon jó volt. Egy emlékezetes, 1995-ben lejátszott mérkőzésen, mikor is a Békéscsaba 5:2-re ütötte ki a Ferencvárost, Váczi a mérkőzést megelőző napon másfél üveg whiskyt ivott meg, majd nagy unszolásra beállt játszani és 3 gólpasszt adott.
A dohányzást soha nem hagyta abba, rendszeresen 2-3 csomaggal szívott el naponta. Egy riportban értékelése szerint biztos jobb lehetett volna az ital nélkül, bár ezt nem lehet bebizonyítani. Állítása szerint az alkoholfogyasztás együtt jár az élsporttal.

## Statisztika

### Mérkőzései a válogatottban
| Magyarország | Magyarország      | Magyarország                 | Magyarország | Magyarország | Magyarország | Magyarország | Magyarország | Magyarország |
| #            | Dátum             | Helyszín                     | Hazai        | Eredmény     | Vendég       | Kiírás       | Gólok        | Esemény      |
| ------------ | ----------------- | ---------------------------- | ------------ | ------------ | ------------ | ------------ | ------------ | ------------ |
| 1.           | 1998. április 20. | Teherán, Azadi Stadion       | Irán         | 0 – 2        | Magyarország | LG-kupa      | -            | 70'          |
| 2.           | 1998. április 22. | Teherán, Azadi Stadion (IRN) | Macedónia    | 0 – 0        | Magyarország | LG-kupa      | -            | 80'          |
|              | Összesen          |                              |              | 2            | mérkőzés     |              | 0            | gól          |

## Videók
- Váczi Zoltán az év gólját lövi 1996-ban a Videoton ellen
- Váczi másnaposan 3 gólpasszt ad, Békéscsaba - Ferencváros 5:2, YouTube videó